# Heinrich Magnus
Heinrich Gustav Magnus (2 de mayo de 1802 - 4 de abril de 1870) fue un químico y físico alemán. Al efecto Magnus, enunciado por él, se le llamó así después de su muerte.

## Biografía
Nació en Berlín. Su padre era un adinerado mercante y uno de sus cinco hijos, Eduard (1799-1872), llegó a ser un célebre pintor.
Heinrich Gustav Magnus se casó en 1840 con Bertha Humblot, de una familia Hugonote francesa instalada en Berlín, con la cual tuvo un hijo y dos hijas.

## Trayectoria
Tras estudiar en Berlín, fue a Estocolmo a trabajar bajo la tutela de Berzelius, y más tarde en París, donde estudió durante un tiempo dirigido por Gay-Lussac y Louis Jacques Thénard. En 1831 vuelve a Berlín como conferenciante de tecnología y física a la universidad. En 1834 es profesor ayudante de física y tecnología en la misma universidad, y en 1845 es nombrado profesor.
Como profesor, su éxito fue rápido y extraordinario. Su lúcido estilo y la perfección de sus demostraciones experimentales llevaron a sus conferencias una gran cantidad de eruditos entusiastas, a los que les mostró la importancia de la ciencia aplicada llevándolos a visitar fábricas y talleres de la ciudad; y más tarde encontrando tiempo para mantener coloquios semanales sobre cuestiones físicas en su propia casa con un pequeño círculo de jóvenes estudiantes.
En 1834 Magnus fue nombrado profesor asociado, y en 1845 profesor titular en Berlín. Fue elegido tres veces decano de la facultad, en 1847, 1858 y 1863; y en 1861, rector magnificus. Su reputación le condujo a que el gobierno le confiara varias misiones; en 1865 representó a Prusia en la conferencia en Fráncfort del Meno para traducir un sistema métrico común de pesas y medidas en Alemania. Durante 45 años su labor fue incesante; su primera memoria fue publicada en 1825 cuando aún era un estudiante; la última apareció poco después de su muerte.

## Obra
Desde 1827 hasta 1833 estuvo ocupado, principalmente, con las investigaciones químicas, las cuales terminaron con el descubrimiento de los primeros compuestos platino-amonio (La sal verde de Magnus es [Pt(NH3)4][PtCl4], de ácidos sufovínico, ácido etónico y ácido isetiónico y sus sales, y, en junto a CF Ammermüller, de ácido periódico.
Entre otras cosas en las que trabajó posteriormente estaban la disminución en la densidad producida en granate y vesubianita por licuación, la absorción de gases en la sangre 1837-1845), la expansión de los gases por el calor (1841-1844), las preiones de vapor del agua y varias soluciones 1844-1854), termoelectricidad (1851), electrólisis (1856), inducción de corriente(1858-1861), conducción del calor en los gases (1860), polarización del calor (1866-1868) y la deflexión de los proyectiles en armas de fuego. Desde 1861 hacia delante dedicó mucha atención a la cuestión de la diatermancia en gases y vapores, especialmente en el comportamiento del aire seco y húmedo, y de los efectos térmicos producidos por la condensación de la humedad sobre superficies sólidas.